# Prostemmatinae
Prostemmatinae is een onderfamilie van sikkelwantsen. De familie werd voor het eerst wetenschappelijk beschreven door Odo Reuter in 1890.

## Taxonomie
De familie bevat de volgende geslachten:

- Tribus: Phorticini Kerzhner, 1971
  - Phorticus Stål, 1860
  - Rhamphocoris Kirkaldy, 1901
- Tribus: Prostemmatini Reuter, 1890
  - Alloeorhynchus Fieber, 1860
  - Pagasa Stål, 1862
  - Prostemma Laporte de Castelnau, 1832